# Goiás EC
Der Goiás Esporte Clube, für gewöhnlich nur kurz Goiás genannt, ist ein Sportverein aus Goiânia, der rund 1,2 Millionen Einwohner zählenden Hauptstadt des brasilianischen Bundesstaates Goiás, der im Bereich des Fußballs von nationaler Bedeutung ist. Goiás EC ist der führende Verein des Bundesstaates und wurde 1943 gegründet. Seit 1973 ist Goiás, mit insgesamt nur fünf Jahren Unterbrechung, national erstklassig. 1990 stand der Verein im Finale des Brasilianischen Pokals, der Copa do Brasil.
Das brasilienübliche Maskottchen ist der Periquito, eine ursprünglich in Australien beheimatete Wellensittich-Art. Gebräuchliche Spitznamen des Vereines sind Verdão („Große Grüne“) und Esmeraldino („kleiner Smaragd“).
Goiás ist seit 1998 Mitglied bei den Clube dos 13, einem Zusammenschluss der bedeutendsten Vereine Brasiliens.

## Geschichte

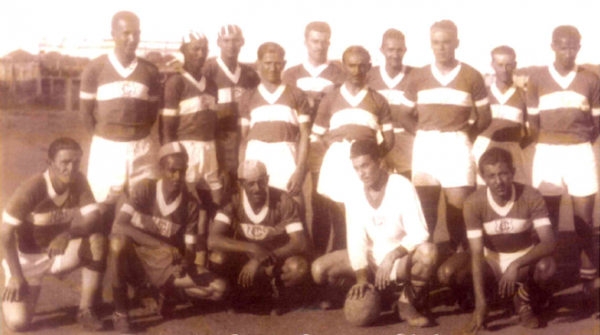
Mannschaft von 1943

Der Goiás EC wurde am 6. April 1943 in der brasilianischen Stadt Goiânia im Bundesstaat Goiás gegründet, als sich einige Freunde trafen und den Entschluss fassten, einen eigenen Fußballverein zu gründen. Als Gründerväter gingen die Brüder Lino und Carlo Barsi in die Geschichte ein, die das Gründungstreffen bei sich zu Hause veranstalteten.
Ihr erstes Spiel bestritten die Verdão 1944 im Campeonato Goiano, der Staatsmeisterschaft von Goiás. Der Goiás EC konnte diesen Titel zum ersten Mal 1966 gewinnen. Seither hat sich der Verein eine dominierende Position im Staat erarbeitet. Bis 2009 konnte Goiás die Staatsmeisterschaft noch 21 weitere Male gewinnen und ist damit Rekordmeister. Die Hauptrivalen hier kommen allesamt auch aus der Hauptstadt und sind der Vila Nova FC, Atlético Goianiense und der namensmäßig sehr ähnliche Goiânia EC.
Goiás nahm 1973 zum ersten Mal an der Brasilianischen Meisterschaft teil und ist seither mit nur drei Jahren Unterbrechung erstklassig. Die beste Platzierung war hierbei der dritte Rang von 2005, durch welchen sich Goiás zur bisherig einzigen Teilnahme am Südamerikapokal, der Copa Libertadores, qualifizierte. Als Gruppenerster erreichte der Verein dabei die zweite Runde, wo das Hinspiel beim argentinischen Vertreter Estudiantes de la Plata mit 0:2 verloren ging. Im Rückspiel gewann Goiás mit 3:1 und wurde das historische Opfer der ersten Anwendung der Auswärtstorregel bei der Libertadores. Ein großer Erfolg war auch das Vordringen in das Finale des Brasilianischen Pokals von 1990. Goiás unterlag dort mit 0:0 und 0:1 nur knapp gegen Flamengo aus Rio de Janeiro.
2010 stieg Goiaś nach ununterbrochener Ligazugehörigkeit seit 2000 als 19. aus der Série A ab. Im Dezember 2010 spielte der Verein in den Finales der Copa Sudamericana. Nach einem 2:0-Sieg zu Hause unterlag Goiás bei den bonarenser Vorstädtern CA Independiente mit 1:3 und musste nach einem 2:4 im Elfmeterschießen den Argentiniern den Titel überlassen.
In der Saison 2012 konnte Goiás EC mit 78 Punkten die Zweitligasaison als Meister beenden und stieg wieder in die Série A auf. Nach zwischenzeitlichem Wiederabstieg erreichte der Klub in der Série B 2021 den zweiten Tabellenplatz und damit die Qualifizierung für die Série A 2022. In der Saison konnte der 13. Platz erreicht und die Ligazugehörigkeit gehalten werden. Ein Jahr später aber stand ab dem 36. Spieltag der Série A 2023 der Wiederabstieg fest.

## Stadion – Infrastruktur

### Estádio Hailé Pinheiro
Der Goiás EC trägt seine Heimspiele allgemein im vereinseigenen Estádio Hailé Pinheiro aus, welches für gewöhnlich Serrinha genannt wird. Das Stadion wurde 1995 errichtet und zwischen 2003 und 2004 vollständig renoviert. Es hat eine Kapazität von 9.900 Zusehern. Ein Ausbau des Stadions auf eine Kapazität von 33.000 Zusehern ist angedacht.
Es ist Teil eines Geländes das der Verein in den 1960er Jahren erwarb und neben dem Verein auch als Hauptquartier dient. Auf dem dort im Laufe der Jahre errichteten Sport-Komplex befinden sich neben dem Stadion unter anderem auch eine Sporthalle mit einer Kapazität von 3.000 Zusehern, ein überdachter 25-Meter Pool, ein Restaurant, 300 Parkplätze und weitere Spielfelder.

### Estádio Serra Dourada
Das Estádio do Governo do Estado de Goiás, meist Serra Dourada („Goldene Berge“) genannt, ist das größte Stadion von Goiás und gehört der Staatsregierung. Es wurde bis 1975 nach einem Plan des später mit dem Pritzker-Preis ausgezeichneten Architekten Paulo Mendes da Rocha erbaut. Ursprünglich fasste das Stadion rund 80.000 Zuschauer, doch Modernisierungen, erhöhter Komfort und mehr Sicherheit haben die gegenwärtige Kapazität auf 50.000 schrumpfen lassen.
Goiás nutzt das Serra Dourado immer dann, wenn der zu erwartende Zuschauerzuspruch dies rechtfertigt. Auch die Ortskonkurrenten Vila Nova FC und Atlético Goianiense nutzen das Stadion.

### Weitere Einrichtungen
Der Verein unterhält auch das Sport- und Freizeitzentrum Centro Esportivo e Lazer Edmo Pinheiro in Parque Anhanguera und das Centro Coimbra Bueno im Stadtteil Aparecida de Goiânia.
Das an einem See gelegene Edmo Pinheiro hat neben vier Fußballfeldern, einer Turn-Akademie, und einer sportmedizinischen Abteilung zahlreiche Freizeiteinrichtungen aufzuweisen. Es ist auch Sitz der technischen Kommission des Vereines.
Das Centro Coimbra Bueno mit zwei Fußballfeldern dient als Trainingszentrum. Es werden dort auch mittellose Kinder aus dem Süden der Stadt betreut.

## Statistiken

### Meisterschaftsplatzierungen
| Jahr |      | 1971 | 1972 | 1973 | 1974 | 1975 | 1976 | 1977 | 1978 | 1979 |
| Pos. |      | —    | —    | 13.  | 21.  | 17.  | 30.  | 35.  | 14.  | 7.   |
| Jahr | 1980 | 1981 | 1982 | 1983 | 1984 | 1985 | 1986 | 1987 | 1988 | 1989 |
| Pos. | —    | 24.  | 33.  | 5.   | 14.  | 35.  | 23.  | 13.  | 13.  | 10.  |
| Jahr | 1990 | 1991 | 1992 | 1993 | 1994 | 1995 | 1996 | 1997 | 1998 | 1999 |
| Pos. | 10.  | 15.  | 17.  | 26.  | —    | 8.   | 4.   | 17.  | 22.  | —    |
| Jahr | 2000 | 2001 | 2002 | 2003 | 2004 | 2005 | 2006 | 2007 | 2008 | 2009 |
| Pos. | 10.  | 10.  | 12.  | 9.   | 6.   | 3.   | 8.   | 16.  | 8.   | 9.   |
| Jahr | 2010 | 2011 | 2012 | 2013 | 2014 | 2015 | 2016 | 2017 | 2018 | 2019 |
| Pos. | 19.  | —    | —    | 6.   | 12.  | 19.  | —    | —    | —    | 10.  |
| Jahr | 2020 | 2021 | 2022 | 2023 | 2024 | 2025 | 2026 | 2027 | 2028 | 2029 |
| Pos. | 18.  | —    | 13.  |      |      |      |      |      |      |      |

Platzierung 1987 bei der Copa União.
Angaben beruhend auf Saisonzusammenfassungen von RSSSF Brasil.

### Zuschauer
Jahr, Ligazugehörigkeit, Zuschauerdurchschnitt, durchschnittlicher Eintrittspreis:
- 2004: Série A – 09.133 – BRL 12.27
- 2005: Série A – 12.980 – BRL 11.14
- 2006: Série A – 10.305 – BRL 12.11
- 2007: Série A – 14.051 – BRL 10.38
- 2008: Série A – 08.558 – BRL 24.72

2006–2008 betrug der Umrechnungskurs ca. BRL 1,00 = EUR 0,33.
Angaben beruhend auf offiziellen Statistiken der Confederação Brasileira de Futebol.

## Erfolge
Männerkader:
- Copa Sudamericana: Finalist 2010
- Pokal von Brasilien: Finalist 1990
- Staatsmeisterschaft von Goiás: (28 x) 1966, 1971, 1972, 1975, 1976, 1981, 1983, 1986, 1987, 1989, 1990, 1991, 1994, 1996, 1997, 1998, 1999, 2000, 2002, 2003, 2006, 2009, 2012, 2013, 2015, 2016, 2017, 2018
- Meister der Série B: 1999, 2012
- Copa Centro-Oeste: 2000, 2001, 2002
- Copa Verde: 2023

Frauenkader:
- Staatsmeisterschaft von Goiás: 2019

## Bekannte ehemalige Spieler
- Élson
- Fernandão
- Araújo
- Dimba
- Grafite
- Pedro Iarley
- Gustavo
- Mário Jardel
- Welliton

## Trainer
(unvollständig)
| Name des Trainers   | Zeitraum   | Bemerkung |
| ------------------- | ---------- | --------- |
| Luiz Felipe Scolari | 1988       |           |
| Geninho             | 2005–2006  |           |
| Geninho             | 2006–2007  |           |
| Émerson Leão        | 2010-heute |           |

## Weitere Sportarten
Bei Goiás EC werden unter anderem auch Futsal, Basket- und Volleyball betrieben.